# Koepcke-remetekolibri
A Koepcke-remetekolibri (Phaethornis koepckeae) a madarak osztályának sarlósfecske-alakúak (Apodiformes)  rendjébe és a kolibrifélék (Trochilidae) családjába tartozó faj.

## Rendszerezése
A fajt John S. Weske és John Whittle Terborgh amerikai ornitológusok írták le 1977-ben.

## Előfordulása
Az Andok keleti lejtőjén, Peru területén honos. Természetes élőhelyei a szubtrópusi vagy trópusi síkvidéki és hegyi esőerdők. Állandó, nem vonuló faj.

## Megjelenése
Testhossza 13 centiméter, testtömege 4-6 gramm.

## Életmódja
Nektárral és kisebb ízeltlábúakkal táplálkozik.

## Természetvédelmi helyzete
Az elterjedési területe rendkívül nagy, egyedszáma  6000-15000  példány közötti és csökken. A Természetvédelmi Világszövetség Vörös listáján mérsékelten fenyegetett fajként szerepel.